# Stora Mölnesjön
Stora Mölnesjön är en sjö i östra Rannebergen norr om Angered i Göteborgs kommun i Västergötland och ingår i Göta älvs huvudavrinningsområde. Sjön har en area på 0,0802 kvadratkilometer och ligger 97,2 meter över havet. Väster om sjön finns en badplats med brygga.

## Delavrinningsområde
Stora Mölnesjön ingår i delavrinningsområde (641563-127820) som SMHI kallar för Mynnar i Lärjeån. Medelhöjden är 109 meter över havet och ytan är 2,34 kvadratkilometer. Det finns inga avrinningsområden uppströms utan avrinningsområdet är högsta punkten. Vattendraget som avvattnar avrinningsområdet har biflödesordning 3, vilket innebär att vattnet flödar genom totalt 3 vattendrag innan det når havet efter 21 kilometer. Avrinningsområdet består mestadels av skog (55 %). Avrinningsområdet har 0,31 kvadratkilometer vattenytor vilket ger det en sjöprocent på 13,2 %. Bebyggelsen i området täcker en yta av 0,69 kvadratkilometer eller 30 % av avrinningsområdet.

## Bilder

Stora Mölnesjön
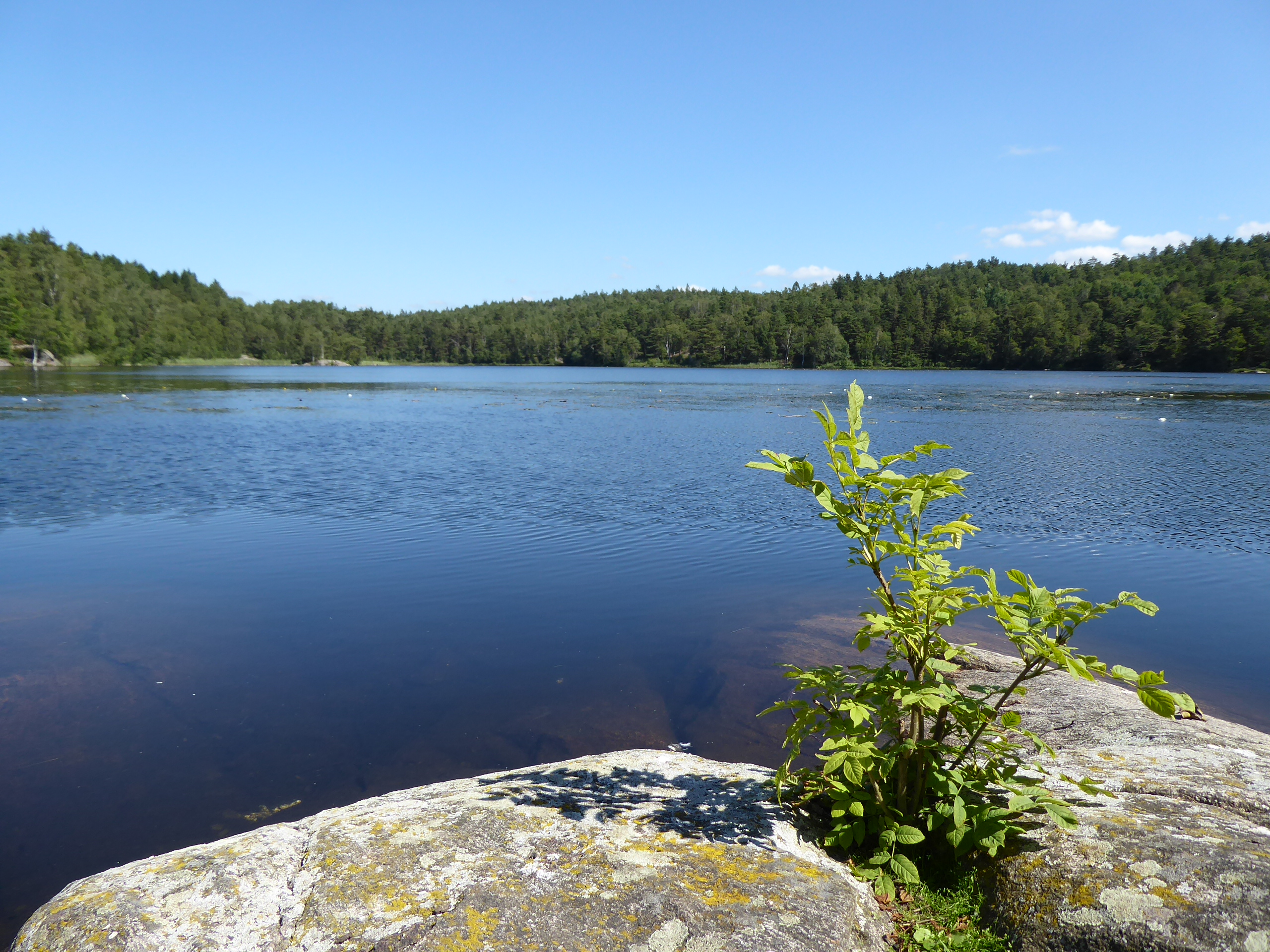
Stora Mölnesjön från sydväst i juni 2024.
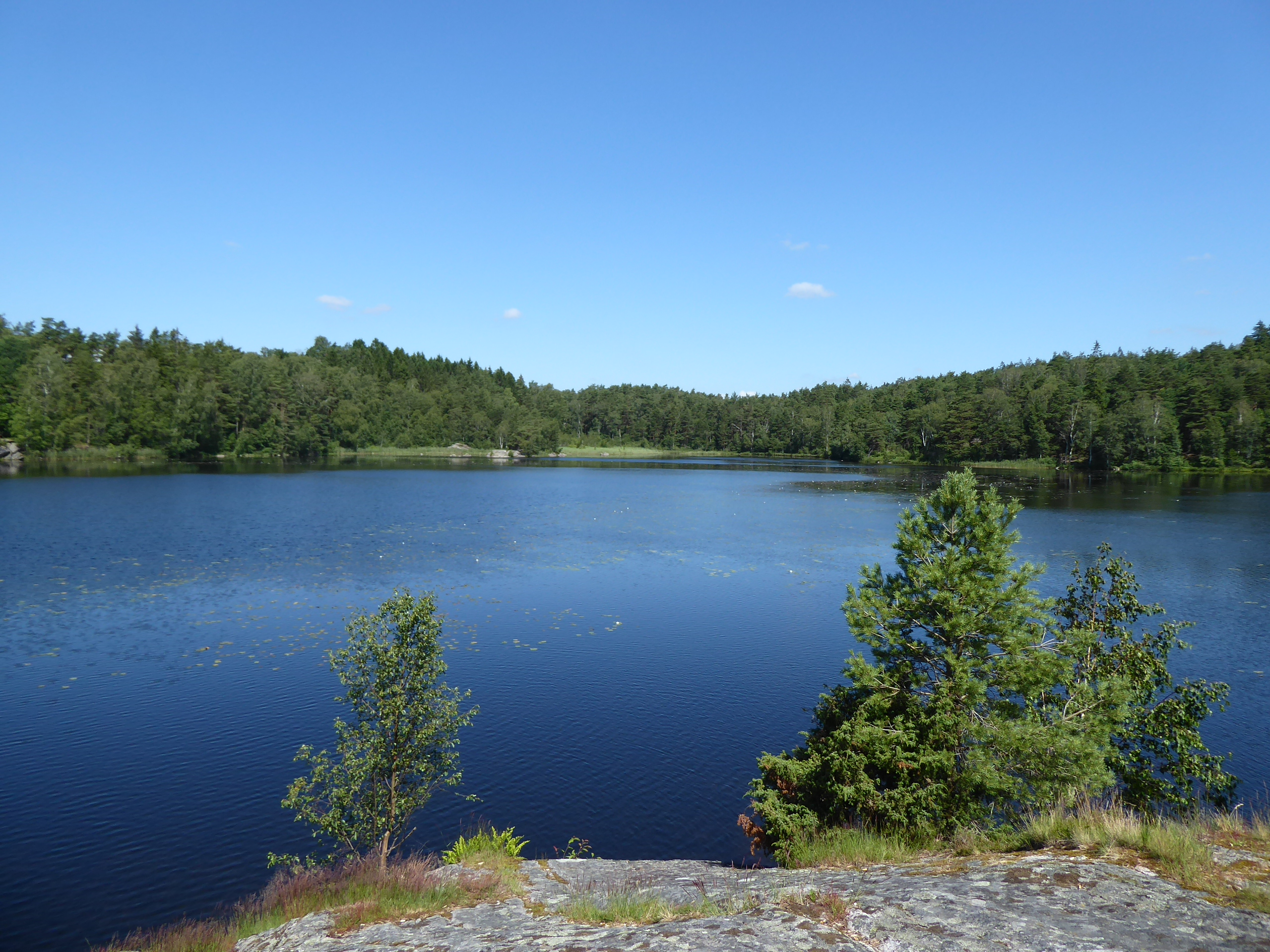
Stora Mölnesjön från söder i juni 2024.
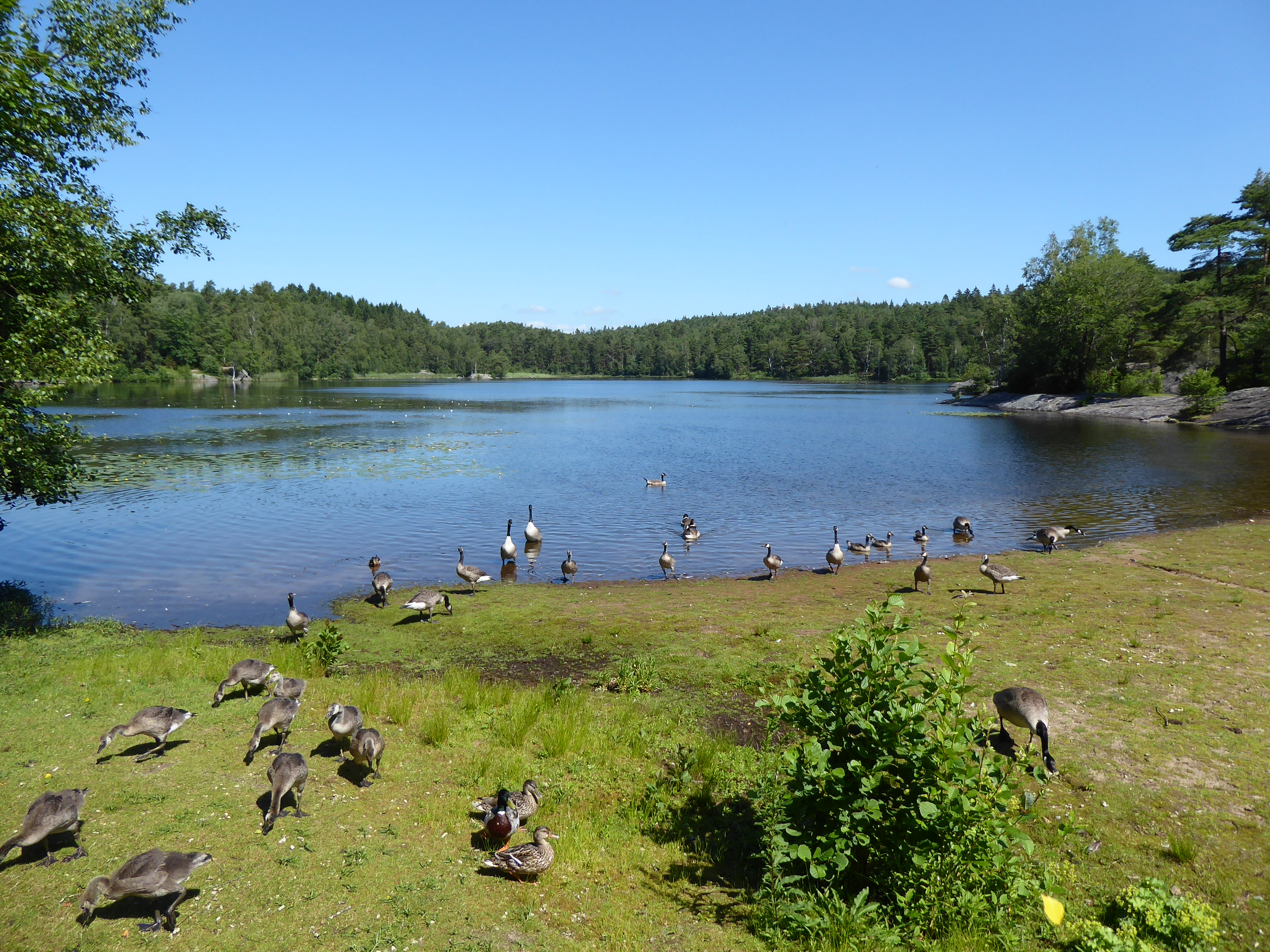
Stora Mölnesjöns strand i juni 2024.
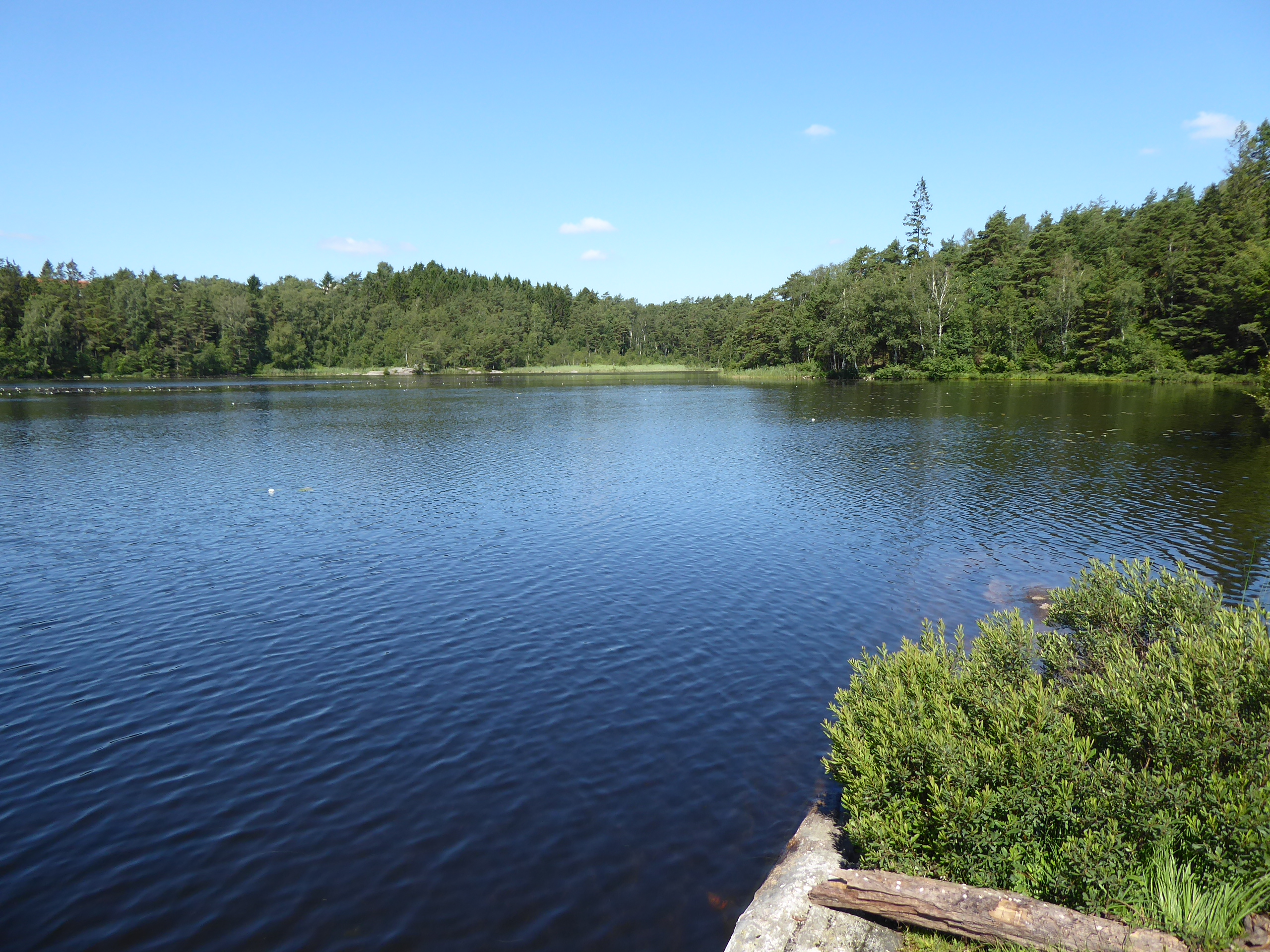
Stora Mölnesjön från öster i juni 2024.